# アルバータ (アラバマ州)
アルバータ（Alberta）は、アメリカ合衆国のアラバマ州ウィルコックス郡にある非法人地域。

## 地形
アルバータは、北緯32度13分55秒 西経87度24分36秒 / 北緯32.23208度 西経87.40999度座標: 北緯32度13分55秒 西経87度24分36秒 / 北緯32.23208度 西経87.40999度に位置しており、海抜は177フィート (54 m)。